# Gruszczyn (Radochów)
Gruszczyn (niem. Richtergrund) – nieoficjalna nazwa przysiółka wsi Radochów w Polsce położony w województwie dolnośląskim, w powiecie kłodzkim, w gminie Lądek-Zdrój.

## Położenie
Gruszczyn to niewielka osada złożona z kilku zagród, leżąca w Górach Złotych, u ujścia potoku Orliczka do Białej Lądeckiej, w północno-wschodniej części Radochowa, na wysokości około 420–430 m n.p.m. Przez miejscowość biegnie droga wojewódzka nr 390.

## Podział administracyjny
W latach 1975–1998 miejscowość administracyjnie należała do województwa wałbrzyskiego. Nazwa nie występuje w spisie miejscowości i TERYT.

## Historia
Początki Gruszczyna nie są znane. W XIX wieku był tu młyn wodny i karczma sędziowska, z której korzystali turyści z Lądka-Zdroju udający się do Jaskini Radochowskiej. Karczma ta była wymieniana przez wszystkie dawne przewodniki i cieszyła się dużą popularnością. Po 1945 roku Gruszczyn pozostał małą osadą rolniczą, w 1978 roku znajdowało się tu 5 gospodarstw rolnych.